# Ernesto Montagne Sánchez
Ernesto Montagne Sánchez, (Lima, Perú, 18 de agosto de 1916-Ibídem, 13 de abril de 1993) fue un militar y político peruano. En el primer gobierno de Belaunde fue ministro de Educación Pública (1964-1965). Luego formó parte del Gobierno Revolucionario de las Fuerzas Armadas como presidente del Consejo de Ministros y Ministro de Guerra (1968-1973).

## Biografía
Hijo de Ernesto Montagne Markholz (militar y político de larga trayectoria) y Raquel Sánchez Benavides. Estudió en el Colegio Sagrados Corazones (La Recoleta) y luego ingresó a la Escuela Militar de Chorrillos en 1934, donde se graduó de subteniente de infantería en 1938. Completó su formación militar en la Escuela Superior de Guerra (1948-1949), siguió un curso de perfeccionamiento en Fort Leaveworth, Estados Unidos (1950) y en el Centro de Altos Estudios Militares (CAEM) (1960).
Sucesivamente ascendió a teniente (1941), capitán (1944), mayor (1949) y teniente coronel (1953). Fue instructor en la Escuela de Clases, la Escuela de Cadetes, el Colegio Militar Leoncio Prado y la Escuela de Infantería, así como profesor de la Escuela Superior de Guerra.
En 1958 ascendió a coronel y pasó a ser agregado militar en la embajada peruana en Santiago de Chile. De regreso al Perú, fue subdirector y director de la Escuela Militar, subdirector de la Escuela Superior de Guerra y prefecto de Lima. Ascendido a general de brigada en 1963, fue nombrado comandante general de la III Región Militar.
El presidente Fernando Belaúnde Terry lo convocó para integrar su gabinete como ministro de Educación Pública, cargo que desempeñó de octubre de 1964 a 30 de julio de 1965. Luego fue director de la Escuela Superior de Guerra, subjefe del Estado Mayor General del Ejército y comandante general de la I región militar. En 1968 fue ascendido a general de división y nombrado inspector general del Ejército.
Tras el golpe de Estado del general Juan Velasco Alvarado que instauró el Gobierno Revolucionario de la Fuerza Armada el 3 de octubre de 1968, fue nombrado comandante general del Ejército, así como ministro de Guerra y presidente del Consejo de Ministros. Pocos meses después intentó separar de la presidencia del Gobierno Revolucionario a Velasco, pues éste pasaba a situación de retiro en pocos días (existía la interpretación de, que de acuerdo con el Estatuto revolucionario, el presidente de la República tenía que ser un militar en actividad). Aparentemente llegó a un acuerdo en ese sentido con los demás miembros de la Junta Revolucionaria y los ministros, el 23 de enero de 1969. Montagne se veía ya como el sucesor de Velasco, pero éste se enteró de la maniobra y al día siguiente se reunió con los comandantes generales de las tres armas (Montagne lo era del Ejército; el vicealmirante Alfonso Navarro, de la Marina; y el teniente general Rolando Gilardi, de la Aviación), que eran a la vez miembros de Junta Revolucionaria. Contando con el apoyo decidido de Gilardi, Velasco desbarató el plan de Montagne, usando a su favor una disposición del mismo Estatuto, que establecía que la elección del presidente correspondía a la Junta Revolucionaria y debía hacerse por unanimidad. El apoyo de Gilardi desbalanceaba pues, la situación a su favor. Montagne acató y su plan se desvaneció. Este episodio, conocido como el «golpe de Montagne» es de trascendencia porque posibilitó que Velasco permaneciera en el poder, él mismo que se prolongaría hasta 1975.
Montagne pasó al retiro en 1972, tras 35 años de servicio.